# Josef Buchner
Pour les articles homonymes, voir Buchner.
Josef « Sepp » Buchner, né le 16 mai 1974 à Traunstein, est un coureur allemand du combiné nordique.

## Parcours
Il est licencié au club WSV Reit im Winkl.
Avec Christoph Braun et Markus Görtz, Josef Buchner a décroché en 1993 la médaille de bronze par équipes du Championnat du monde juniors de combiné à Oslo. En 1998, il participe aux Jeux olympiques d'hiver à Nagano (Japon). Avec Jens Deimel, Jean Schmitt et Ronny Ackermann, il y prend la sixième place de l'épreuve par équipes.
Après la fin de sa carrière d'athlète, Buchner devient entraîneur au sein de la Fédération allemande de ski ; il encadre les équipes juniors de saut à ski et de combiné.

## Palmarès

### Coupe du monde
- Meilleur classement général : 33e en 1998.
- Meilleur résultat individuel : 14e.

### Championnats du monde junior
- Médaille de bronze par équipes en 1993.